# Wiesława Limont
Wiesława Limont – polska psycholog i pedagog, profesor Uniwersytetu Mikołaja Kopernika w Toruniu. Jej badania koncentrują się wokół psychologii twórczości, psychologii sztuki, a także zagadnień związanych z edukacją uczniów zdolnych.
Limont należy do grona polskich badaczy (obok Andrzeja Góralskiego i Edwarda Nęcki) zajmujących się technikami twórczego myślenia. Prowadziła badania nad możliwościami wykorzystania synektyki, a więc jednej z tego typu technik, w praktyce szkolnej.

## Ważniejsze dzieła
- Uczeń zdolny. Jak go rozpoznać i jak z nim pracować (2010)
- Analiza wybranych mechanizmów wyobraźni twórczej. Badania eksperymentalne (1996)
- Synektyka a zdolności twórcze. Eksperymentalne badania stymulowania rozwoju zdolności twórczych z wykorzystaniem aktywności plastycznej (1994)